# Ферн (Вісконсин)
Ферн (англ. Fern) — місто (англ. town) в США, в окрузі Флоренс штату Вісконсин. Населення — 181 особа (2020).

## Демографія
Згідно з переписом 2010 року, у місті мешкало 159 осіб у 73 домогосподарствах у складі 52 родин. Було 373 помешкання
Расовий склад населення:
| - 99,4 % — білих - 0,6 % — вихідців з тихоокеанських островів |

До двох чи більше рас належало 0,0 %. Частка іспаномовних становила 0,0 % від усіх жителів.
За віковим діапазоном населення розподілялося таким чином: 18,9 % — особи молодші 18 років, 62,2 % — особи у віці 18—64 років, 18,9 % — особи у віці 65 років та старші. Медіана віку мешканця становила 48,2 року. На 100 осіб жіночої статі у місті припадало 133,8 чоловіків;  на 100 жінок у віці від 18 років та старших — 122,4 чоловіків також старших 18 років.
Середній дохід на одне домашнє господарство  становив 125 259 доларів США (медіана — 40 750), а середній дохід на одну сім'ю — 159 226 доларів (медіана — 45 313). Медіана доходів становила 40 972 долари для чоловіків та 21 250 доларів для жінок. За межею бідності перебувало 10,6 % осіб, у тому числі 50,0 % дітей у віці до 18 років та 0,0 % осіб у віці 65 років та старших.
Цивільне працевлаштоване населення становило 57 осіб. Основні галузі зайнятості: виробництво — 24,6 %, освіта, охорона здоров'я та соціальна допомога — 19,3 %, мистецтво, розваги та відпочинок — 15,8 %.